# Rens de Pittsburgh
Pour les articles homonymes, voir Rens.
Les Rens de Pittsburgh (en anglais : Pittsburgh Rens) étaient une équipe américaine de basket-ball localisés à Pittsburgh en Pennsylvanie. L'équipe a existé de 1961 à 1963 et a participé aux deux saisons de l'American Basketball League. L'équipe jouait ses matchs dans la Pittsburgh Civic Arena.
Lors de sa première saison, l'équipe compte dans ses rangs, Connie Hawkins, futur membre du Basketball Hall of Fame. Il remporte lors de la première saison le titre de MVP.

## Année par année
| Année   | Ligue | Saison régulière            | Playoffs                          |
| ------- | ----- | --------------------------- | --------------------------------- |
| 1961-62 | ABL   | Seconde place, division Est | Défaite lors du tour préliminaire |
| 1962-63 | ABL   | Troisième place             | Pas de playoffs                   |